# Семёнов, Пётр Садофьевич
Пётр Садофьевич Семёнов (9 декабря 1934 года, д. Чупаево, Таканышский район, Татарская АССР, РСФСР — 3 января 2024 года) — советский и российский художник, заслуженный художник РСФСР (1983), народный художник Удмуртской АССР. Педагог высшей школы. Руководитель творческих союзов. Народный депутат регионального уровня.

## Биография
Родился 9 декабря 1934 года в удмуртской деревне Чупаево в семье Анастасии Васильевны и Садофия Васильевича Семёновых. Из четырёх детей в семье выжило двое. После начала Великой Отечественной войны Семёнов-старший ушёл на фронт, в феврале 1945 года на него пришла похоронка. Помогая матери-колхознице, Пётр совмещал учёбу в школе с работой в колхозе, приходилось пасти скот, ездить в ночное, участвовать в уборке урожая.
В 1944 году мать с детьми переехала на станцию Кизнер.
Рисованием Пётр увлёкся в пятом классе школы, что было удивительно для мальчика, учившегося в школе без уроков рисования в расписании, а в населённом пункте по месту его жительства не было кружков рисования или художественной студии. Однако Пётр Семёнов решил подготовиться к поступлению в художественное среднее училище самостоятельно.
В 1949 году окончил Кизнерскую школу-семилетку и в следующем году поступил в Казанское художественное училище. Это богатое культурными традициями учебное заведение он окончил в 1955 году, выполнив дипломную работа «Рыбачка» на отлично (её репродукция была опубликована в газете «Комсомолец Татарии»). Получив диплом с отличием, решил использовать возможность получения высшего художественного образования. В 1955 году он поступил и в 1961 году окончил Харьковский государственный художественный институт. Ученик Л. И. Чернова и А. А. Хмельницкого. Тему дипломной работы выбрал, наблюдая жизнь и работу железнодорожников станции Кизнера. Созданная по мотивам увиденного картина «В ночной рейс…» была выставлена на Всесоюзной выставке дипломных работ выпускников художественных вузов страны и хорошо принята.
По распределению приехал работать в Удмуртию. Совмещая педагогическую деятельность с творчеством начал с увлечением работать над тематикой сельской жизни. Произведения П. Семёнова 1961—1990-х годов («Кизнерский стадион», «Колхозный праздник»; серия работ «Кизнерские сенокосы», «Первый сабантуй в Прикамье», «Праздник урожая в Кизнере», «Гербер» и др.) отличают декоративность, яркость, они насыщены светом и цветом.
Со своими произведениями принимал участие во всесоюзных, российских, региональных, тематических («Советский портрет», «Всегда начеку») и зарубежных (Монголия, Венгрия) выставках. Всесоюзная персональная выставка прошла в Доме дружбы народов в Москве. Репродукции работ были опубликованы в журналах «Огонёк», «Работница», «Крестьянка», в профессиональных художественных изданиях: «Художник», «Искусство», «Советское станковое искусство», энциклопедиях БСЭ, «Удмуртия», «Искусство стран мира», в изданиях в Болгарии и Венгрии.
С 1961 года преподавал на художественно-графическом факультете Удмуртского государственного педагогического института (с 2002 года — Институт искусств и дизайна УдГУ), ассистент на кафедре изобразительных искусств, с 1964 старший преподаватель на той же кафедре. В 1978 году возглавил кафедру изобразительных искусств, в 1980 году присвоено звание доцента. После образования кафедры рисунка и скульптуры в 1990 году возглавил её.
Профессор — звание присвоено в 1992 году.
Принят в члены Союза художников РФ (1962), член-корреспондент Международной Славянской академии культуры, искусств и образования.
Вёл большую общественную работу, с 1965 по 1978 год возглавлял правление Союза художников Удмуртии, избирался депутатом Верховного Совета Удмуртской АССР, был членом Ревизионной комиссии СХ РСФСР и членом правления Художественного фонда Российской Федерации, способствовал улучшению материальной базы Союза художников Удмуртии.
Лауреат Государственной премии Удмуртской АССР.
Умер 3 января 2024 года.
К 90-летию со Дня рождения П. С. Семёнова в выставочном зале Художественного музейно-образовательного центра Института искусств и дизайна Удмуртского государственного университета с 20 января по 20 февраля пройдёт выставка памяти художника

## Известные работы
- «Отец восьми погибших сыновей Никанор Федорович Сидоров», 1975 (Удмуртский республиканский музей изобразительных искусств, Ижевск)[10]
- «Похоронка с фронта», 1981[11]